# 18 Hits
18 Hits – kompilacja zespołu ABBA wydana przez Universal Music Group w 2005. Kompilacja zawiera największe hity kwaretu nie tylko w języku angielskim. Znajdziemy tutaj francuską wersję przeboju „Waterloo” nagraną przez zespół w 1974 r.
W Polsce nagrania uzyskały certyfikat dwukrotnie platynowej płyty.

## Lista utworów
1. „The Winner Takes It All” – 4:54
2. „Super Trouper” – 4:10
3. „Waterloo” – 2:42
4. „Gimme! Gimme! Gimme! (A Man After Midnight)” – 4:46
5. „The Name of the Game – 4:51
6. „Ring Ring” – 3:00
7. „I Do, I Do, I Do, I Do, I Do” – 3:18
8. „SOS” – 3:23
9. „Fernando” – 4:14
10. „Hasta Mañana” – 3:09
11. „Mamma Mia” – 3:35
12. „Lay All Your Love on Me” – 4:32
13. „Thank You for the Music” – 3:51
14. „Happy New Year” – 4:23
15. „Honey, Honey” (Swedish version) – 2:54
16. „Waterloo” (French version) – 2:42
17. „Ring Ring” (German version) – 3:00
18. „Dame! Dame! Dame!” (Spanish version of „Gimme! Gimme! Gimme!”) – 4:46

## Pozycje na listach
| Kraj            | Pozycja |
| --------------- | ------- |
| Australia       | 32      |
| Denmark         | 39      |
| Niemcy          | 58      |
| Węgry           | 19      |
| Irlandia        | 17      |
| Polska          | 8       |
| Hiszpania       | 17      |
| Włochy          | 39      |
| Wielka Brytania | 15      |